# 古爾賈阿尼

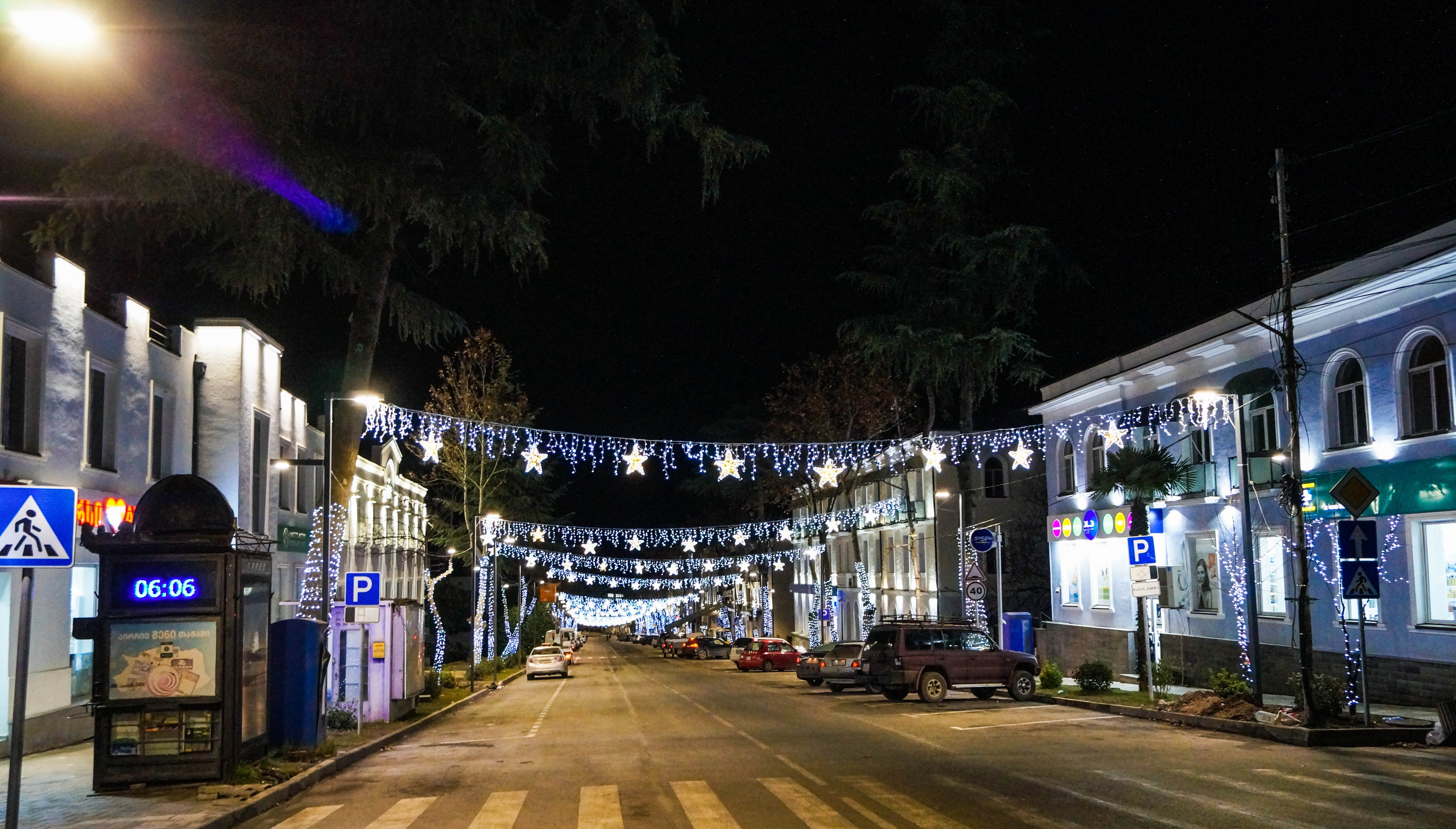
古爾賈阿尼

古爾賈阿尼（羅馬化：Gurjanni）是格魯吉亞東部卡赫蒂大区古爾賈阿尼市鎮内的城鎮及其行政中心。距離首都第比利斯110公里，海拔高度415米，面積16.85平方公里，2014年人口8,024。